# Un americano en Roma
Un americano en Roma (título original en italiano: Un americano a Roma) es una película de comedia italiana de 1954 dirigida por Steno. La película consiste en una sátira de la americanización, y fue descrita como «un hito en la evolución de la autoidentificación italiana». Fue protagonizada por Alberto Sordi. En 2008, la película fue incluida en la lista de las 100 film italiani da salvare («100 películas italianas que hay que salvar») del Ministerio de Patrimonio Cultural de Italia, una lista de 100 películas que «han cambiado la memoria colectiva del país entre 1942 y 1978».

## Argumento
Nando Moriconi, un joven del barrio de Trastevere en Roma, está obsesionado con todo lo americano. Nando alterna su marcado acento romano con unos americanismos inverosímiles y repite continuamente los diálogos que ha aprendido de las películas americanas. Persiguiendo su sueño de viajar a América y descubrir la sociedad más poderosa del mundo, Nando no hará más que armar una serie de innumerables líos que no le llevan a ninguna parte.

## Reparto

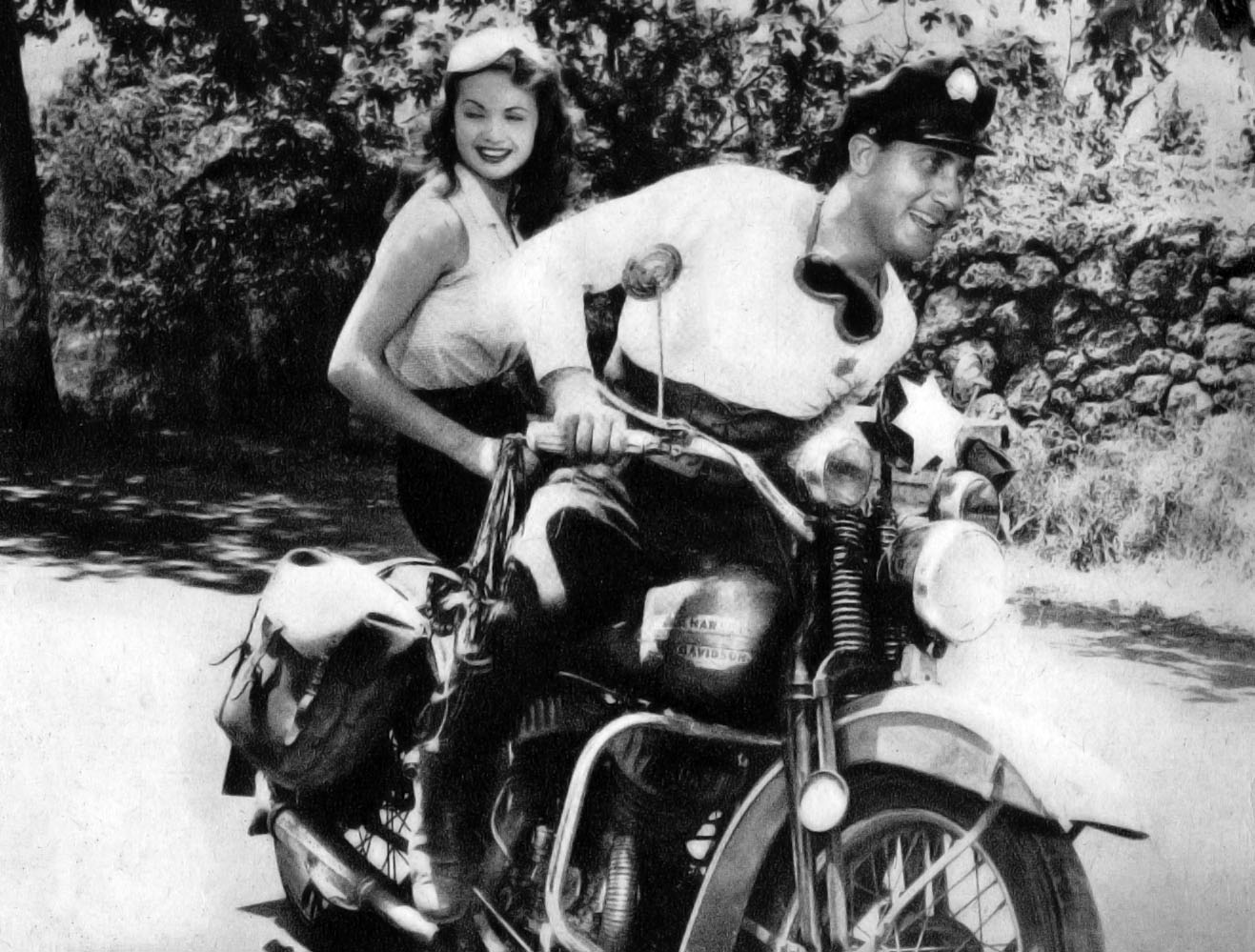
Maria Pia Casilio y Alberto Sordi en un fotograma de la película.

- Alberto Sordi: Nando Mericoni (Santy Bailor).
- Maria Pia Casilio: Elvira (Elvy).
- Giulio Calì: padre de Nando.
- Anita Durante: Madre de Nando.
- Ilse Petersen: Molly, la pintora americana.
- Vincenzo Talarico: Borgiani.
- Carlo Mazzarella: Secretario de la Embajada.
- Rocco D'Assunta: Comisionado italiano.
- Ursula Andress: Astrid.
- Carlo delle Piane: Romolo Pellacchioni, alias «Cicalone».
- Galeazzo Benti: Fred Buonanotte.
- Amalia Pellegrini: espectadora de televisión.
- Leopoldo Trieste: espectador de televisión.
- Venantino Venantini: soldado raso de la policía militar.
- Gianna Dauro: esposa de Borgiani
- Carlo Loffredo: miembro de la banda de jazz.

## Producción
Sordi repite el personaje de Nando Mericoni que interpretó unos meses antes en un episodio de la película de comedia Un giorno in pretura. El personaje finalmente regresó en Di che segno sei? de Sergio Corbucci (1975).
La película cuenta con una muy joven y aún desconocida Ursula Andress en un pequeño papel.
En una foto tomada en el set, Sordi sostiene en sus brazos a dos niños pequeños, Enrico y Carlo Vanzina, hijos de Steno, quienes se convertirían en guionista y director respectivamente.

### Rodaje
La película se rodó en Roma, pero al aire libre y no en los estudios Cinecittà; entre las principales ubicaciones se encuentran:
- Gueto de Roma;
- Centro histórico de Roma, en particular el Coliseo y los Foros imperiales.

## Distribución
La película se estrenó por primera vez en las salas de cines italianas el 10 de diciembre de 1954.

## Legado
Debido a las continuas referencias de Nando a Kansas City, Alberto Sordi recibió en 1955 su ciudadanía honoraria. Nando realmente se referiría al estado de Kansas y no a la ciudad (habló de la vida en la ciudad de Kansas y su personaje se refería a sí mismo como una especie de policía de carreteras de la KC).